# Osric van Northumbria
Osric  was van 718 tot 729 koning van Northumbria.

## Biografie
Geschiedschrijver Simeon van Durham schrijft dat Aldfrith zijn vader was, een andere bron vermeld Aelhfrith van Deira, als zijn vader, dat maakt hem de broer of de neef van Osred I. De eerbiedwaardige Beda tekent op, dat de verschijning van kometen een voorteken was voor zijn dood. Hij werd opgevolgd door Ceolwulf.